# فهرست میراث جهانی در جمهوری چک
این مقاله دربارهٔ میراث جهانی یونسکو در جمهوری چک توضیحاتی دربردارد. نخستین نشست میراث جهانی یونسکو در قلمرو جمهوری چک کنونی در شانزدهمین نشست کمیته میراث جهانی که در سال ۱۹۹۲ در سانتافه ایالات متحده برگزار شد، زمانی که این کشور بخشی از جمهوری فدرال چک و اسلواکی بود (همچنین به عنوان چکسلواکی شناخته می‌شود) ثبت شد. در این جلسه، سه مکان نیز اضافه شد: مرکز تاریخی پراگ، مرکز تاریخی چسکی کروملوف و مرکز تاریخی تلچ.
با انحلال چکسلواکی در یکم ژانویه ۱۹۹۳، این کشور به جمهوری چک و اسلواکی تقسیم شد. جمهوری چک به‌طور رسمی این کنوانسیون را در تاریخ ۲۶ مارس ۱۹۹۳ تصویب کرد و این سه مکان را به ارث برد. تا تاریخ ۲۰۲۳، ۱۷ سایت در لیست و ۱۳ سایت دیگر در لیست آزمایشی ثبت شده‌اند. جدیدترین اضافه شده ژاتتس و چشم‌انداز ساز هاپس است که در سال ۲۰۲۳ اضافه شده است.
منطقه معدنی کوه سنگ معدن، سه شهر آبگرم در سایت شهرهای بزرگ آبگرم اروپا و جنگل کوه‌های دریاچه به عنوان امتداد جنگل‌های راش باستانی و اولیه کارپات‌ها و سایر مناطق اروپا، مکان‌های فراملیتی هستند. منطقه معدنی کوه سنگ معدن با آلمان مشترک است، شهرهای بزرگ آبگرم با شش کشور و جنگل‌های باستانی و اولیه راش با ۱۷ کشور مشترک است. جنگل‌های راش تنها سایت طبیعی در جمهوری چک هستند. سایت‌های دیگر فرهنگی هستند.

## فهرست میراث جهانی
یونسکو فهرست را تحت ده معیار فهرست می‌کند. هر ورودی باید حداقل یکی از معیارها را داشته باشد. معیارهای i تا vi (یا به عبارتی ۱ تا ۶) فرهنگی هستند و vii تا x (۷ تا ۱۰) طبیعی هستند.
| محل                                                    | تصویر                                                                  | مکان قرارگیری        | سال ثبت | معیارهای یونسکو                | توضیحات |
| ------------------------------------------------------ | ---------------------------------------------------------------------- | -------------------- | ------- | ------------------------------ | --- |
| مرکز تاریخی پراگ                                       | Look at the Charles Bridge and the castle across the river             | پراگ                 | ۱۹۹۲    | 616bis; ii, iv, vi (فرهنگی)    | پراگ، واقع در سواحل رودخانه ولتاوا، از قرون وسطی یک شهر مهم اروپایی بوده است. در طول سلطنت چارلز چهارم، امپراتور روم مقدس (۱۳۴۶–۱۳۷۸)، چندین بنای تاریخی به سبک گوتیک ساخته شد، از جمله قلعه پراگ، St. Vitus Cathedral، و پل چارلز. دانشگاه پراگ، یکی از قدیمی‌ترین دانشگاه‌های اروپا، در سال ۱۳۴۸ تأسیس شد و پراگ را به یکی از مراکز آموزشی برجسته تبدیل کرد. پارک Průhonice، که در خارج از پراگ قرار دارد، در سال ۲۰۱۰ به عنوان شاهکاری از معماری منظر باغ با اهمیت جهانی معرفی شده است. یک تغییر جزئی مرزی سایت میراث جهانی در سال ۲۰۱۲ انجام شد. |
| مرکز تاریخی چسکی کروملوف                               | View of the old town and the castle from above                         | منطقه بوهمی جنوبی    | ۱۹۹۲    | 617; iv (فرهنگی)               | شهر Český Krumlov در اطراف قلعه‌ای به نام قرن سیزدهم بر روی پیچ و خم رودخانه ولتاوا ساخته شده است. این قلعه به سبک گوتیک ساخته شده است که بعداً عناصر گوتیک پسین، رنسانس و باروک به آن اضافه شده است. این شهر طرح‌بندی خیابان‌های قرون وسطی را حفظ کرده است، در حالی که نمای خانه‌ها دارای تزئیناتی به سبک‌های رنسانس و باروک است. این شهر تحت تأثیر صنعتی شدن در قرن ۱۹ قرار نگرفت. |
| منطقه تاریخی تلچ                                       | Telč panorama from across the river                                    | استان ویسوچینا       | ۱۹۹۲    | 621; i, iv (فرهنگی)            | شهر Telč احتمالاً در اواسط قرن ۱۴ به عنوان یک سکونتگاه برنامه‌ریزی شده در منطقه‌ای که قبلاً توسط جنگل‌های عمیق پوشیده شده بود، به منظور اعمال نفوذ سیاسی و اقتصادی بر منطقه تأسیس شد. مرکز شهر تحت سلطه یک قلعه رنسانس است که بر پیشروی گوتیک ساخته شده است. میدان بازار مثلثی توسط خانه‌های رنسانس و باروک احاطه شده است که با طاق‌بازی پیوسته به هم متصل شده‌اند و نماهای متنوعی را نشان می‌دهند. |
| کلیسای زیارتی سنت جان نپوموک در Zelená Hora            | View of the church with a cemetery in front                            | استان ویسوچینا       | ۱۹۹۴    | 690; iv (فرهنگی)               | کلیسای زیارتی سنت جان نپوموک بین سال‌های ۱۷۱۹ و ۱۷۲۷ و به دنبال قادیس‌شدن قدیس همنام ساخته شد. توسط Jan Santini Aichel به سبکی بسیار بدیع طراحی شده است. از منظر معماری، سنت‌های گوتیک و باروک را ترکیب می‌کند. این کلیسا بر روی پلانی به شکل ستاره ساخته شده است و به‌طور برجسته دارای شماره ۵ در طرح و تناسب است، عددی که نماد پنج فضیلت قدیس است. |
| کوتنا هرا                                              | Church of St Barbara, a large Gothic building, at night                | منطقه بوهمی مرکزی    | ۱۹۹۵    | 732; ii, iv (فرهنگی)           | در اواخر قرن سیزدهم، ذخایر غنی نقره در این منطقه کشف شد که منجر به توسعه و رونق کوتنا هورا شد. در قرن چهاردهم، این شهر به یک شهر سلطنتی تبدیل شد. مرکز شهر تاریخی طرح زمین قرون وسطایی را حفظ می‌کند. دو ساختمان مهم در شهر عبارتند از: کلیسای سنت باربارا، به سبک گوتیک، تزئین شده با نقاشی‌های دیواری که زندگی در شهر معدن کاری را به تصویر می‌کشد، و کلیسای جامع بانوی ما در Sedlec. |
| چشم‌انداز فرهنگی لدنیس–والتیس                           | Lednice castle in neo-Gothic style                                     | استان موراویای جنوبی | ۱۹۹۶    | 763; i, ii, iv (فرهنگی)        | املاک لدنیس–والتیس یکی از بزرگ‌ترین مناظر مصنوعی اروپا است که ۲۰۰ کیلومتر مربع (۷۷ مایل مربع) را پوشش می‌دهد. دوک‌های لیختن اشتاین که مالک این ملک بودند، بین قرن‌های ۱۷ و ۲۰ آن را به یک چشم‌انداز فرهنگی تبدیل کردند. آنها چندین خانه روستایی، عمارت‌ها، کلیساها و ساختمان‌های دیگر به سبک باروک و نئوکلاسیک و همچنین شبکه‌ای از خیابان‌ها، مسیرهای دیدنی و مسیرهای جنگلی ساختند. |
| باغ و قلعه در Kroměříž                                 | Flower garden and a pavilion                                           | منطقه زلین           | ۱۹۹۸    | 860; ii, iv (فرهنگی)           | قلعه کرومچر در قرن هفدهم و هجدهم به سبک اوایل باروک ساخته شد و به عنوان محل سکونت اسقف اعظم الوموک بود. باغ لذت (تصویر)، که در سال‌های ۱۶۶۵–۱۶۷۵ ساخته شد، نمونه نادری از باغ باروک است که نسبتاً دست نخورده باقی مانده است. این امر بر توسعه باغ‌های دیگر در اروپای مرکزی تأثیر گذاشت. باغ قلعه دارای ساختمان‌هایی به سبک‌های نئوکلاسیک و امپراتوری فرانسه است. |
| روستای تاریخی هولاشوویتسه                              | Two village houses with painted facades                                | منطقه بوهمی جنوبی    | ۱۹۹۸    | 861; ii, iv (فرهنگی)           | Holašovice یک نمونه به خوبی حفظ شده از یک روستای سنتی از اروپای مرکزی است. مزرعه‌های قرن ۱۸ و ۱۹ دارای نماهایی با تزئینات گچ‌بری به سبکی است که به سبک باروک بوهمی جنوبی شناخته می‌شود.e. |
| قلعه لیتومیسل                                          | View of the castle, showing a richly decorated facade                  | استان پاردوبیتسه     | ۱۹۹۹    | 901; ii, iv (فرهنگی)           | قلعه Litomyšl به عنوان یک اقامتگاه روستایی در نیمه دوم قرن شانزدهم به سبک رنسانس ساخته شد. این ساختمان چهار بال و سه طبقه است که یکی از بال‌های آن از یک گالری طاقدار دو طبقه تشکیل شده است. The Facade is decorated in the sgraffito تکنیک. فضای داخلی به سبک باروک تزئین شده است. مجموعه‌ای از ساختمان‌های جانبی نیز حفظ شده است. |
| ستون تثلیث مقدس در اولوموک                             | The Holy Trinity Column decorated with several sculptures              | استان اولوموتس       | ۲۰۰۰    | 859rev; i, iv (فرهنگی)         | ستون تثلیث مقدس در اوایل قرن هجدهم در مرکز تاریخی شهر الوموک به سبک منطقه‌ای به نام اولوموک باروک ساخته شد. این ستون طاعون، بزرگ‌ترین ستون در نوع خود در اروپا، با ارتفاع ۳۵ متر (۱۱۵ فوت) است. این توسط Václav Render طراحی شده است و بسیاری از مجسمه‌های آن، که مضامین مذهبی را نشان می‌دهند، آثار Ondřej Zahner هستند. این بنای تاریخی شامل یک کلیسای کوچک در پایه ستون است. |
| ویلا توگندات در برنو                                   | Villa exterior with clean white surfaces                               | استان موراویای جنوبی | ۲۰۰۱    | 1052; ii, iv (فرهنگی)          | ویلای Tugendhat توسط معمار آلمانی Ludwig Mies van der Rohe در دهه ۱۹۲۰ برای Grete و Frits Tugendhat، اعضای یک خانواده صنعتی ثروتمند از برنو طراحی شد. ویلا نمونه‌ای از سبک معماری بین‌المللی است. میس ون در روه نیز مبلمان و باغ مجاور را طراحی کرده است. |
| محله یهودیان و کلیسای سنت پروکوپیوس در تربیچ           | Jewish Quarter of Třebíč with St. Procopius Basilica in the background | استان ویسوچینا       | ۲۰۰۳    | 1078bis; ii, iii (فرهنگی)      | شهر Třebíč در ساحل رودخانه Jihlava واقع شده است. کلیسای سنت پروکوپیوس در اوایل قرن سیزدهم، در اصل به عنوان بخشی از یک صومعه بندیکتین ساخته شد. محله یهودیان نمونه‌ای از یک محله یهودی نشین به خوبی حفظ شده است که قدمت آن به قرون وسطی می‌رسد. یک ساختمان معمولی دارای یک ساختار کاندومینیوم است که دارای کارگاه‌هایی در سطح خیابان و سطوح بالای مسکونی است. دو فاز گورستان یهودیان مربوط به قرن ۱۵ و ۱۹ است. |
| منطقه معدن Erzgebirge/Krušnohoří*                      | Front and back of a silver coin.                                       | منطقه بوهمی شمالی    | ۲۰۱۹    | 1478; ii, iii, iv (فرهنگی)     | کوه‌های اور در جنوب شرقی آلمان و شمال غربی جمهوری چک قرار دارند. این منطقه از قرن دوازدهم منبع مهمی از فلزات از جمله نقره (به ویژه در قرن‌های ۱۵ و ۱۶)، قلع، کبالت و همچنین اورانیوم در اواخر قرن ۱۹ و ۲۰ بوده است. چشم‌انداز فرهنگی منطقه با نوآوری‌های معدن و ذوب شکل گرفت. |
| منظره پرورش و تربیت اسب کالسکه تشریفاتی کلادروبی       | Kladruber horses in front of the National Stud Farm in Kladruby.       | استان پاردوبیتسه     | ۲۰۱۹    | 1589; iv, v (فرهنگی)           | مزرعه گل میخ در Kladruby nad Labem در سال ۱۵۷۹ تأسیس شد. این مزرعه در دشت سیلابی رودخانه Labe در بقایای یک جنگل ساحلی واقع شده است. این مزرعه اسب‌های نژاد کلادروبر را پرورش می‌دهد که در مراسم دربار هابسبورگ استفاده می‌شد. این مزرعه نمونه‌ای از ferme ornée است، یک مزرعه تزئینی تخصصی که با استفاده از اصول معماری منظر فرانسوی و انگلیسی ساخته شده است. |
| جنگل‌های باستانی و اولیه راش کارپات و سایر مناطق اروپا* | Jizera Mountains Beech Forest                                          | استان لیبرتس         | ۲۰۲۱    | 1133quater; ix (طبیعت)         | جنگل‌های راش اولیه Carpathians برای مطالعه گسترش درخت راش (Fagus sylvatica) در نیمکره شمالی در محیط‌های مختلف و محیط در جنگل استفاده می‌شوند. این سایت برای اولین بار در سال ۲۰۰۷ در اسلواکی و اوکراین فهرست شد. در سال‌های ۲۰۱۱، ۲۰۱۷ و ۲۰۲۱ گسترش یافت تا جنگل‌های ۱۸ کشور را در بر بگیرد. در جمهوری چک، جنگل در کوه‌های Jizera در سال ۲۰۲۱ اضافه شد. |
| شهرهای بزرگ آبگرم اروپا*                               | Maxim Gorky colonnade in Mariánské Lázně                               | شهرستان کارلووی واری | ۲۰۲۱    | 1613; ii, iii, iv, vi (فرهنگی) | شهرهای بزرگ آبگرم اروپا شامل ۱۱ شهرک آبگرم در هفت کشور اروپایی است که قبل از توسعه داروهای صنعتی در قرن نوزدهم از آب‌های معدنی برای اهداف درمانی و درمانی استفاده می‌شد. شهرهای کارلووی واری، ماریانسکه لازنه (تصویر) و فرانتیشکووی لازنه در جمهوری چک فهرست شده‌اند. |
| ژاتتس و چشم‌انداز ساز هوپس                              | Hops garden, surrounded by buildings                                   | منطقه اوستی ناد لابم | ۲۰۲۳    | 1558rev; iii, iv, v (فرهنگی)   | به دلیل شرایط آب و هوایی مساعد، از قرون وسطی از مناطق اطراف شهر Žatec برای کشت رازک استفاده می‌شده است. صنعت هاپ در قرن ۱۹ گسترش یافت و رونق را برای شهر به ارمغان آورد. چندین ساختمان مرتبط به این دوره از جمله خشک‌خانه‌ها، سالن‌های بسته‌بندی، ساختمان‌های انبار و همچنین خانه‌های مسکونی مربوط می‌شوند. |

## فهرست آزمایشی
علاوه بر مکان‌هایی که در فهرست میراث جهانی ثبت شده‌اند، کشورهای عضو می‌توانند فهرستی از مکان‌های آزمایشی را که ممکن است برای نامزدی در نظر بگیرند، نگهداری کنند. نامزدی برای فهرست میراث جهانی تنها در صورتی پذیرفته می‌شود که سایت قبلاً در فهرست آزمایشی ثبت شده باشد. تا تاریخ ۲۰۲۳، جمهوری چک سیزده سایت را در فهرست آزمایشی خود ثبت کرد. سایت‌ها به همراه سالی که در لیست آزمایشی قرار گرفتند عبارتند از:
| lpg                                                | تصویر                                                                                 | مکان قرارگیری            | سال ثبت | معیارهای یونسکو              | توضیحات |
| -------------------------------------------------- | ------------------------------------------------------------------------------------- | ------------------------ | ------- | ---------------------------- | --- |
| خانه‌های رنسانی درسلاوونیتسه                        | Houses with sgraffito facades                                                         | استان بوهمی جنوبی        | ۲۰۰۱    | i, ii, iv (cultural)         | شهر اسلاونیس در محل گذر از مسیرهای تجاری مهم تأسیس شد و زمانی که اداره پست در آنجا تأسیس شد در سال ۱۵۳۰ به شهرت رسید. از قرن هجدهم به بعد رو به زوال نهاد که منجر به حفظ خانه‌های شهرک در اواخر گوتیک و رنسانس پسین شد. چندین خانه دارای تزئینات نما در تکنیک تزئینات هنری روی سفال هستند. |
| شبکه حوض ماهی در حوض تربون                         | Fish pond at Rožmberk, look from above                                                | استان بوهمی جنوبی        | ۲۰۰۱    | i, ii, iii, iv, v (cultural) | پرورش ماهی در منطقه اطراف شهر Třeboň در قرون وسطی توسعه یافت، پس از اینکه خانه روژمبرک آن را در سال ۱۳۶۶ به دست آورد. بزرگ‌ترین حوضچه‌ها حوض روژمبرک است. |
| شهرهای صخره‌ای بهشت چک                              | Hrubá Skála rock formations                                                           | مکان‌های مختلف (چند مکان) | ۲۰۰۱    | (natural)                    | Český ráj شامل چندین مکان با صخره‌های کرتاسه ماسه‌سنگ‌ها است. سازندها در Hrubá Skála تصویر شده‌اند. |
| موراویای بزرگ کلیسای سنت مارگارت                   | Ruins at Mikulčice Archaeopark                                                        | استان موراویای جنوبی     | ۲۰۰۱    | iii, v (cultural)            | Mikulčice یک سکونتگاه مهم مستحکم در ایالت اسلاوها موراویای بزرگ در اوایل قرون وسطی بود. این منطقه در منطقه‌ای قرار داشت که اکنون در سراسر مرزهای اسلواکی و جمهوری چک امتداد دارد. پایه‌های کلیساها، مکان‌های تدفین و بقایای استحکامات در این مکان کشف شده است. کلیسای سنت مارگارت در سمت اسلواکی متعلق به قرن ۹ است و در قرن ۱۳ و ۱۶ مورد بازسازی قرار گرفت.                                                      |
| مجتمع‌های صنعتی در استراوا                          | Industrial objects at Vítkovice                                                       | استان موراوی-سیلزی       | ۲۰۰۱    | i, iv, v (cultural)          | این نامزدی شامل مکان‌های میراث فنی مرتبط با تولید آهن مبتنی بر آنتراسیت است. مجتمع صنعتی در Vítkovice شامل معادن زغال‌سنگ، کارخانه‌های کک‌سازی و کوره‌های بلند است و برای دهه‌ها یکی از مهم‌ترین مراکز استخراج زغال سنگ و صنایع سنگین در اروپا بوده است. فعالیت‌های صنعتی در دهه ۱۸۳۰ شروع شد، بازسازی در دهه ۱۹۱۰ انجام شد و عملیات معدن در سال ۱۹۹۳ پایان یافت.                                                      |
| قلعه ترزین                                         | Little Fortres of Terezín from above                                                  | منطقه اوستی ناد لابم     | ۲۰۰۱    | i, ii, iv (cultural)         | قلعه ترزین در اواخر قرن ۱۸ و در پی جنگ بین اتریش و پروس ساخته شد. سیستم استحکامات متشکل از دو دژ سنگر است که توسط سنگرهایی به هم متصل شده‌اند. در طول جنگ جهانی دوم، قلعه کوچک به عنوان زندان گستاپو و قلعه اصلی به عنوان یک گتو یهودیان بود. |
| آبگرم در لوهاتشوویتسه                              | Jurkovič spa house and a fountain in front                                            | منطقه زلین               | ۲۰۰۱    | i, ii, iii, iv (cultural)    | اولین فعالیت‌های مربوط به آبگرم در Luhačovice در اواخر قرن ۱۸ آغاز شد و در طول قرن ۱۹ رشد کرد. در ثلث اول قرن بیستم، چندین ساختمان جدید به پیروی از نقشه‌های معمار دوشان یورکوویچ ساخته شد که سبک‌های معماری عامیانه را با هنر نو در هم آمیخت. یک مرکز اجتماعی ساخت‌گرایی (معماری) در دهه ۱۹۳۰ ساخته شد. |
| The Betlém Rock                                    | Betlém Rock Sculptures depicting a Biblical scene. Fence and trees in the background. | استان هرادتس کرالووه     | ۲۰۰۱    | i, ii, iv (cultural)         | این نامزدی مونتاژ باروک مجسمه‌های ماتیاس براون را پوشش می‌دهد. آنها توسط فرانتس آنتون فون اسپورک، حامی هنری، در اوایل قرن هجدهم سفارش داده شدند. این مجسمه‌ها که به نام بت‌لحم نام‌گذاری شده‌اند، در اطراف مجموعه بیمارستان و آبگرم نزدیک روستای کوکس قرار دارند. آنها در صخره‌های ماسه‌سنگ حکاکی شده‌اند و انگیزه‌های کتاب مقدس مانند محصول میلاد و ستایش مجوس را به تصویر می‌کشند. چندین مجسمه از قدیسان نیز وجود دارد. |
| قلعه کارلشتین                                      | Karlštejn Castle on the top of the hill, view from below                              | استان بوهم مرکزی         | ۲۰۰۱    | i, ii, iv (cultural)         | قلعه کارلشتجن در اواسط قرن چهاردهم برای چارلز چهارم، امپراتور مقدس روم، پادشاه بوهمیا در آن زمان ساخته شد. این قلعه بر روی یک یال صخره‌ای ساخته شده است. برجسته‌ترین ویژگی قلعه برج بزرگ است که شامل کلیسای صلیب مقدس است. این کلیسا تا سال ۱۴۲۰ محل نگهداری رگالیاهای امپراتوری و جواهرات تاج بوهمی بود. قلعه در قرن‌های بعد چندین بار بازسازی شد و برج بزرگ در قرن نوزدهم به شکل گوتیک بازسازی شد.              |
| پراگ و بناهای تاریخی                               | The Hvězda Hunting Lodge, a Renaissance villa surrounded by forest                    | پراگ                     | ۲۰۰۱    | i, ii, iv (cultural)         | این نامزدی شامل گنجاندن سه بنای تاریخی، ساخته شده در دوره‌های مختلف، در سایت میراث جهانی موجود است: ویلا مولر مدرنیست، صومعه Břevnov، که در قرن دهم تأسیس شد، و کلبه شکار Hvězda رنسانس با پارک بازی آن (تصویر). |
| فرستنده تلویزیون کوتتا هرا و هتل در بالای کوه جستد | Hotel and Television Transmitter Ještěd, view from above                              | استان لیبرتس             | ۲۰۰۷    | i, ii, iv (cultural)         | ساختار هایپربولوئید که شامل یک هتل و یک فرستنده تلویزیونی است توسط معمار چک کارل هوباچک طراحی شده است. بر فراز کوه جشتد و در ارتفاع ۱٬۰۱۲ متر (۳٬۳۲۰ فوت) واقع شده است. از سال ۱۹۶۶ تا ۱۹۷۳ با استفاده از فولاد و بتن مسلح ساخته شد. |
| تصفیه فاضلاب قدیمی در پراگ                         | Front view of the plant with two red brick chimneys                                   | پراگ                     | ۲۰۲۰    | ii, iv (cultural)            | کارخانه فاضلاب در پراگ نمونه‌ای از میراث فنی از آغاز قرن بیستم است. توسط مهندس عمران ویلیام هیرلین لیندلی به عنوان بخشی از سیستم فاضلاب مدرن پراگ طراحی شده است. از سال ۱۹۰۱ تا ۱۹۰۶ ساخته شد و در سال بعد به بهره‌برداری رسید. تا سال ۱۹۶۷ عملیاتی بود و تا دهه ۱۹۸۰ برای مدیریت لجن استفاده می‌شد. بعدها به موزه تبدیل شد.                                                                                      |
| خانه کاغذی اروپایی                                 |                                                                                       | استان اولوموتس           | ۲۰۲۴    | ii, iii, iv (cultural)       | این نامزدی فراملی شامل شش کارخانه کاغذ قرن ۱۶–۱۸ است که اهمیت اروپا را در تولید کاغذ نشان می‌دهد. کارخانه کاغذ Velké Losiny در جمهوری چک نامزد شده است، که قبلاً یک سایت آزمایشی فردی (۲۰۰۱–۲۰۲۴) بود. |